# Таутургень
Таутурге́нь (каз. Таутүрген) — село у складі Єнбекшиказахського району Алматинської області Казахстану. Входить до складу Тургенського сільського округу.
У радянські часи село називалось Таутурген.
Населення — 618 осіб (2021; 665 у 2009, 558 у 1999, 1210 у 1989).